# Alma de mi alma
Alma de mi alma („duša moje duše”) meksička je telenovela iz 1965. godine. Epizode – kojih ima 34 – traju po 30 minuta.

## Uloge
- Gloria Marín — Beatriz
- David Reynoso
- Jacqueline Andere — Alma
- Enrique Álvarez Félix — Alfredo
- Anita Blanch
- Fanny Schiller
- Elizabeth Dupeyrón
- Carlos Amador mlađi
- Manolo Calvo